# Station Chelford (Cheshire)
Chelford (Cheshire) is een spoorwegstation van National Rail in Chelford, Cheshire East in Engeland. Het station is eigendom van Network Rail en wordt beheerd door Northern Rail. 